# Chiesa di San Vigilio (Marebbe)
La chiesa di San Vigilio è la parrocchiale patronale di San Vigilio, frazione di Marebbe in Alto Adige. Fa parte del decanato Val Badia e la sua storia inizia nel XIII secolo o probabilmente in epoca precedente.

## Storia

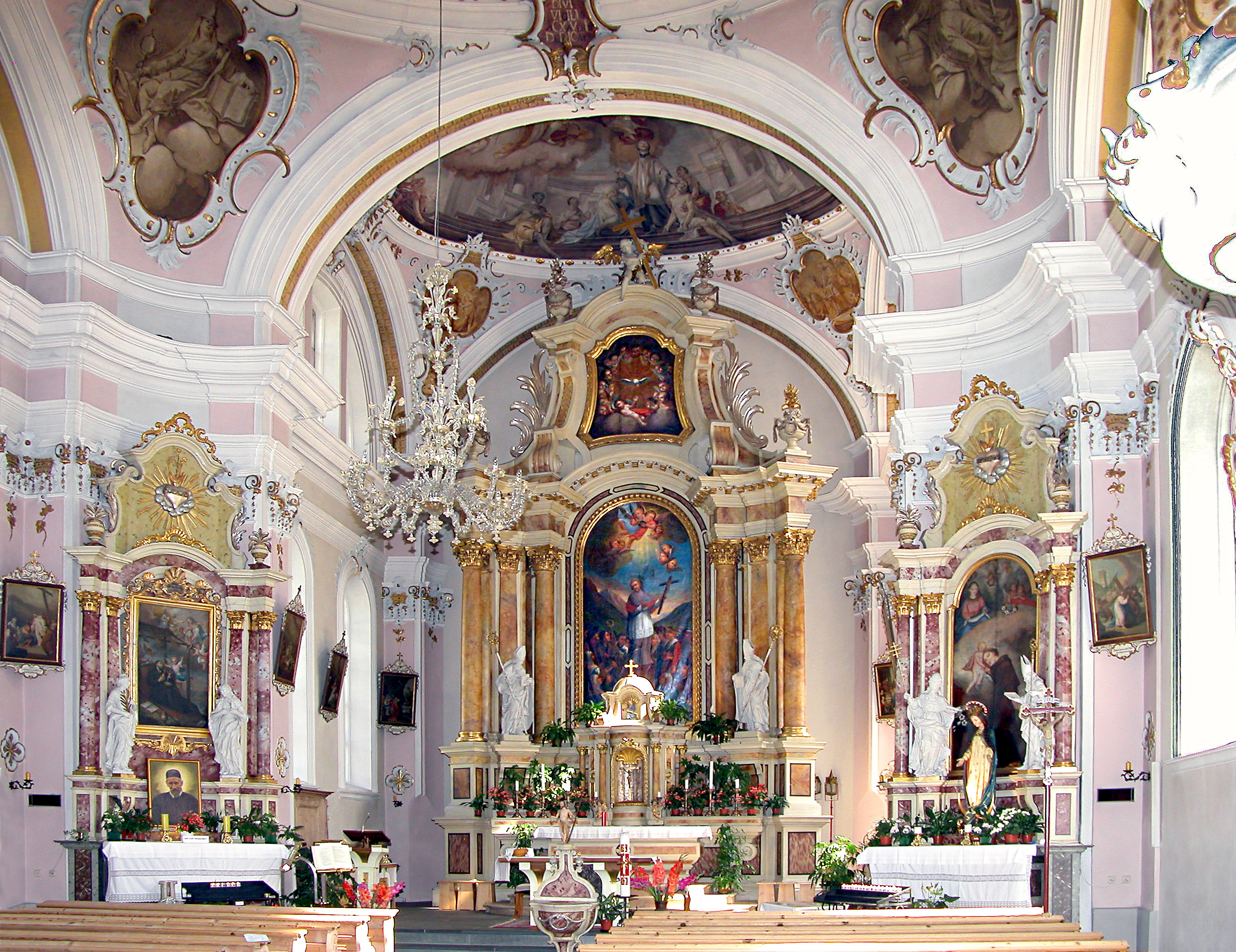
Interno della parrocchiale di San Vigilio.

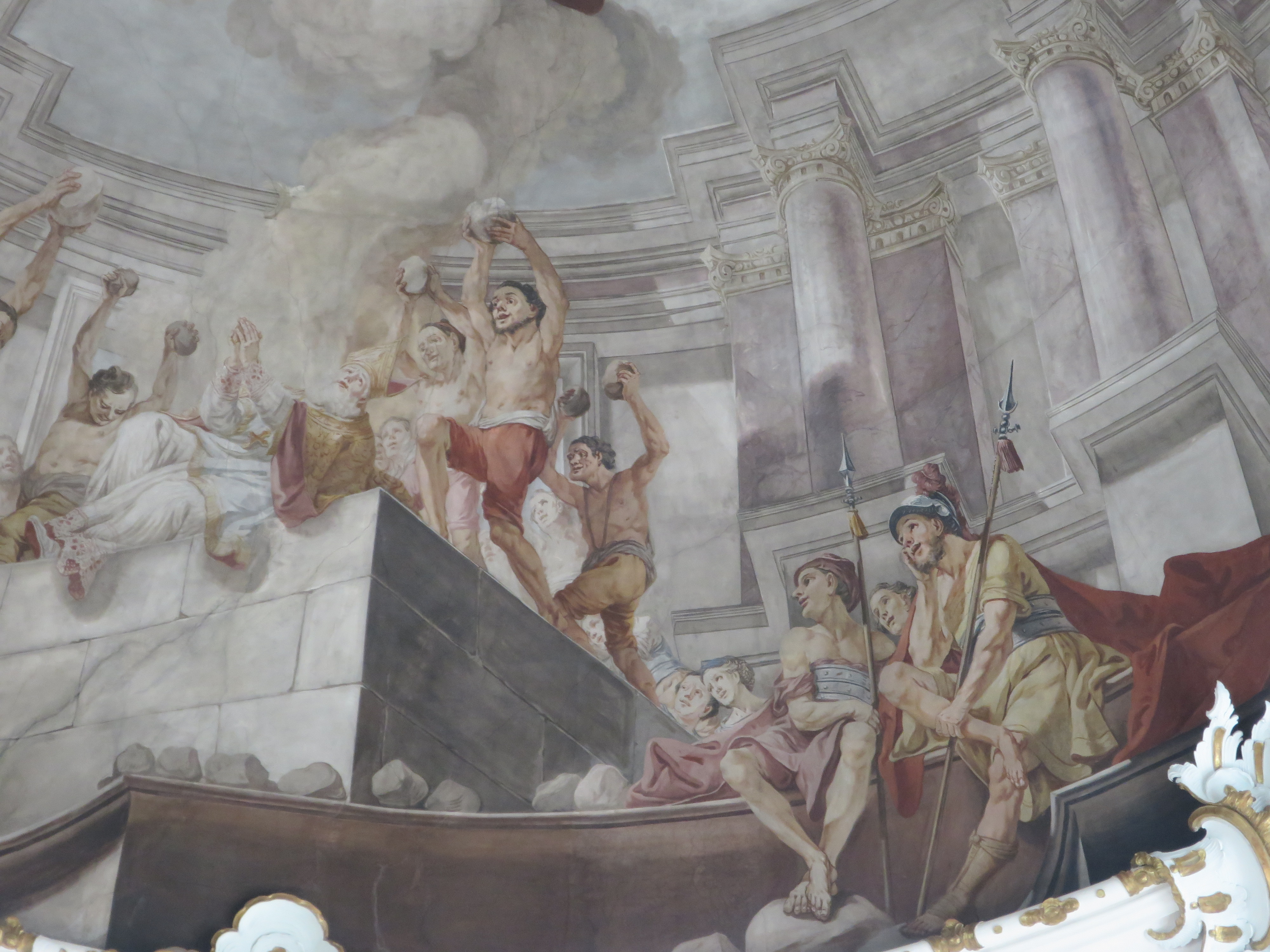
Lapidazione di San Vigilio.

La primitiva chiesa di San Vigilio a Marebbe, che quasi certamente rispettava lo stile romanico, fu sussidiaria della pieve di Marebbe esistente dall'XI secolo nella vicina omonima località, a lungo il luogo di culto più importante della valle. Venne distrutta, secondo la tradizione locale, da una frana che travolse tutto l'abitato. L'edificio fu poi ricostruito a partire dal XVI secolo seguendo lo stile gotico.
Verso la fine del XVIII secolo, tra il 1770 ed il 1780 circa, l'edificio cinquecentesco venne ritenuto non più sufficiente per le esigenze dei fedeli e fu demolito, assieme alla vicina cappella dedicata a Sant'Enrico, e sulle stesso sito fu costruito il moderno tempio, su progetto dell'architetto austriaco Franz Singer di Götzens. La torre campanaria originale, che risale al 1512, venne conservata.

## Descrizione
La chiesa di San Vigilio si trova nel centro dell'abitato di San Vigilio e presenta orientamento a nord ovest. 
Il prospetto principale in stile barocco presenta un portale maggiore con arco a tutto sesto arricchito con motivi decorativi. Sulla parte alta, sotto l'elaborato frontone curvilineo, si trova un'ampia finestra di dimensioni pari al portale affiancata da due nicchie con statue. Il sagrato è costituito dal camposanto, e sulla destra di questo, sulla piazza principale dell'abitato, si trova il monumento a Katharina Lanz. La torre campanaria, di epoca anteriore, si alza a sinistra della chiesa, ha la cella campanaria aperta con bifore, sopra di questa l'orologio e al culmine la copertura è a piramide acuta.
L'interno è a navata unica, ricchissimo di decorazioni ed illuminato dalle grandi finestre laterali. La volta della sala ha una falsa cupola, simile per dimensione a quella absidale, entrambe affrescate da Matthäus Günther nel 1782. Sulla cupola della navata si trova la Lapidazione di San Vigilio (vescovo di Trento e patrono del capoluogo trentino) e il Trionfo della Fede. Sopra la parte absidale vi sono rappresentazioni di Sant'Enrico e Santa Cunegonda. L'altar maggiore è dedicato ai Santi Vigilio ed Ulrico, mentre i due altari laterali sono dedicati a San Francesco Saverio e sant'Antonio da Padova. Nel coro San Francesco Saverio in gloria e sulle pareti della sala la settecentesca Via Crucis attribuita a Karl Henrici. Nella sala anche la scultura del busto di San Vigilio opera del 1991 di Franz Kehrer.